# 圣弗洛里安 (阿拉巴马州)
圣弗洛里安（英文：St. Florian），是美国阿拉巴马州下属的一座城市。面积约为3.67平方英里（约合9.52平方公里）。根据2010年美国人口普查，该市有人口413人，人口密度为112.41/平方英里（约合43.38/平方公里）。